# Aplanodema lomii
Aplanodema lomii – gatunek chrząszcza z rodziny kózkowatych i podrodziny zgrzypikowych. Jedyny przedstawiciel rodzaju Aplanodema.

## Zasięg występowania
Afryka Wschodnia, występuje w Somalii.